# Cal Blanquet
Cal Blanquet és una masia situada al municipi de Guixers, a la comarca catalana del Solsonès.